# Xanca maculada
La xanca maculada (Hylopezus macularius) és una espècie d'au passeriforme de la família Gral·làrids pertanyent al gènere Hylopezus, anteriorment col·locat a la família Formicàrids. És nativa de les regions de la selva amazònica i de l'escut guaianès, a l'Amèrica del Sud.

## Distribució i hàbitat
Es distribueix pel nord-est de Veneçuela, Guiana, Guayana francesa, Surinam i tocant al nord del Brasil; i sud de Veneçuela, sud-est de Colòmbia, l'Equador, nord-est de Perú i nord-centre del Brasil.
Aquesta espècie és considerada poc comú i força local en el seu hàbitat natural: el sòl de l'interior i les vores de selves humides de terra ferma de l'Amazònia, fins als 500 m d'altitud.

## Descripció
Mesura 14 cm de longitud i pesa entre 40 i 53 g. Les parts superiors són de color castany olivaci, amb corona i clatell grisos, notori anell ocular de color ocre i línia malar negra prima; la gola és blanca, el pit de color crema amb estries negroses, els flancs i el ventre de color canyella clar; sota les cobertures de les ales les plomes són ocroses amb una banda negra vorejada d'ocre a la base de les primàries.

## Alimentació
S'alimenta d'insectes, que troba entre les fulles caigudes.

## Sistemàtica

### Descripció original
L'espècie H. macularius va ser descrita per primera vegada pel naturalista neerlandès Coenraad Jacob Temminck l'any 1823 amb el nom científic Pitta macularia; la localitat tipus és: «Brasil, error=Caiena».

### Etimologia
El nom genèric masculí «Hylopezus» deriva del grec «ὑλη hulē»: bosc i «πεζος pezos»: caminada; significant «que camina pel bosc»; i el nom de l'espècie «macularius», del llatí modern: tacat, puntejat, maculat.

### Taxonomia
Anteriorment aquest gènere era inclòs en la família Formicàrids, però com a resultat dels estudis filogenètics va ser classificat en la família Gral·làrids.
La xanca emmascarada (Hylopezus auricularis), de Bolivia, va ser considerada primerament com la subespècie Hylopezus macularius auricularis, però es va desestimar, plantejant que es tracta d'una espècie diferent, basant-se especialment en les diferències entre el seu cant i el de H. macularius.
Com a resultat d'una revisió sistemàtica del grup politípic H. macularius amb base en morfometria, plomatge, vocalització i característiques moleculars, conduïda per Carneiro et al. (2012), la llavors subespècie Hylopezus macularius paraensis va ser elevada a la categoria d'espècie i va ser descrita una nova espècie Hylopezus whittakeri; el que va ser reconegut per l'aprovació de la Proposta Núm 622 al Comitè de Classificació de Sud-amèrica (SACC).
El tàxon dilutus és considerat sinònim d'H. macularius diversus (Zimmer, JT, 1934), sobre qui té prioritat segons Carneiro et al. (2012) i considerat com a espècie plena pel Comitè Brasiler de Registres Ornitològics (CBRO) però és mantingut com a subespècie H. macularius dilutus pel Congrés Ornitològic Internacional (IOC) i per Clements Checklist.

### Subespècies
Segons la classificació del IOC i Clements Checklist v.2015, es reconeixen dues subespècies, amb la seva corresponent distribució geogràfica:
- Hylopezus macularius macularius (Temminck, 1830) – nord-est de Veneçuela (Serra de Imataca), la Guaiana, i nord del Brasil cap a l'est fins a almenys des de Manaus i, al sud del riu Amazones, entre els rius Xingú i Tocantins (Caxiuanã).
- Hylopezus macularius dilutus (o diversus) (1910) – sud de Veneçuela (regió al voltant del turó Duida, alt riu Orinoco i Canal Casiquiare), sud-est de Colòmbia (Loretoyacu, a l'extrem sud-est d'Amazones), i nord-est del Perú al nord del riu Amazones (Iquitos, Port Indiana) i també al sud del riu Marañón i oest del riu Ucayali (Pacaya-Samiria).